# CP/M

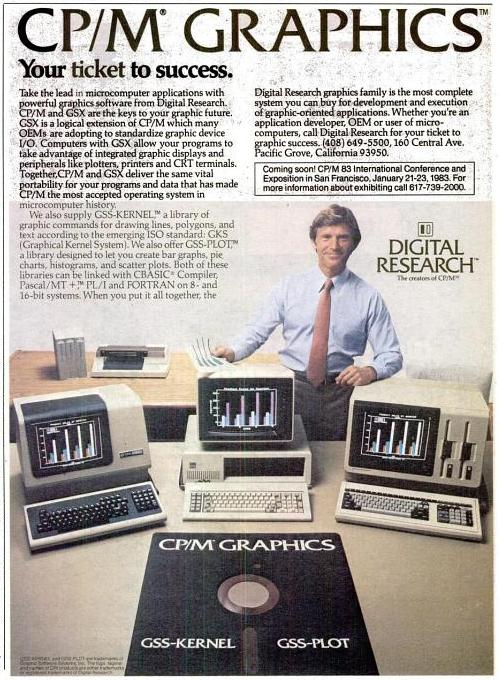
당시의 잡지 광고

CP/M은 인텔 8080/85 마이크로프로세서를 기반으로 하는 처음 제작된 운영 체제이다. 디지털 리서치(Digital Research, Inc)사의 개리 킬달(Gary Kildall)이 만들었다.

## 역사
게리 킬달은 커스텀 플로피 디스크 컨트롤러를 통해 접속되는 슈거트 어소시에이트(Shugart Associates) 8인치 플로피 디스크 드라이브가 장착된 인텔 인텔렉-8 개발 시스템에서 구동할 운영 체제로서 CP/M을 1973~74년에 처음 개발하였다.

## 하드웨어 모델
최소 8비트의 CP/M 시스템은 다음의 부품을 포함하고 있어야 한다:
- 아스키 문자열 집합을 사용하는 컴퓨터 터미널 (매우 오래된 시스템은 텔레프린터를 사용하였다)
- 인텔 8080 (나중에는 8085) 또는 자일로그 Z80 마이크로프로세서
- 최소 16킬로바이트인 램
- 디스켓 첫 섹터를 부트스트래핑할 수 있는 환경
- 최소 한 개의 플로피 디스크 드라이브

## 운영 체제의 구성 요소
8비트 버전에서 동작하는 동안 메모리에 로드된 CP/M 운영 체제에는 세 개의 구성 요소가 있었다:
- 기본 입출력 시스템, 곧 바이오스
- 기본 디스크 운영체제, 곧 BDOS
- 콘솔 명령어 프로세서, 곧 CCP

## 같이 보기
- 이글 컴퓨터
- 86-도스